# Nicolaus Oster
Nicolaus Oster, född i Frankrike, var en fransk katolsk präst, abbé, verksam som missionär formellt genom Apostoliska prefekturen i Sverige och från 1782 av påven Pius VI utnämnd till den förste apostoliske vikarien av Apostoliska vikariatet i Sverige efter reformationen 1783–1790. 
Han efterträddes som apostolisk vikarie av Rafael d'Ossery. 

## Biografi

### Apostolisk vikare för Apostoliska vikariatet i Sverige
Under perioden 1617–1781 hade katoliker varit förbjudna i Sverige. Ambassaderna från flera katolska länder hade dock haft legationskaplaner som bara fick tjäna den egna ambassadpersonalen. I praktiken hade de dock bildat hemliga församlingar i Stockholm, dit invandrade katoliker och deras ättlingar, liksom enstaka i hemlighet konverterade, kunde gå och fira mässan.
Heliga stolen hade å sin sida apostolisk prefektur för mission i Sverige ordnad under Paderborns katolska ärkestift i Tyskromerska riket.
Med toleransediktet 1781, på initiativ av kung Gustav III, tilläts utländska katoliker som flyttat till Sverige att öppet praktisera sin religion. 
Oster ledde såsom missionär den Apostoliska prefekturen i Sverige från 1781 och utnämndes till apostolisk vikarie 1782 på uppdrog av påve Pius VI. Att ansvara för därefter etablerade Apostoliska vikariatet i Sverige innebar ett biskopsliknande ämbete. Oster uppgift blev att organisera strukturen i katolska kyrkan i Sverige, vars lokala representation svårligen överlevt reformationen.
Han anlände till Stockholm 1783 och startade Sankta Eugenia katolska församling samma år. Stadens cirka 1700 katoliker var vid hans ankomst delvis uppdelade i olika legationskapell och tre legationskaplaner protesterade. Han lyckades ändå organisera sig runt de 1 700 katolikerna - ett procentuellt sett högre antal i Stockholm än under 1900-talet, de flesta med ursprung från kontinenten. Den nya allmänna församlingen som höll till i en hyrd sal i Södra Stadshuset, nuvarande Stockholms stadsmuseum. Därifrån kunde församlingen år 1837 flytta till en egen kyrka vid Norra Smedjegatan, även kallad Eugeniakapellet, vigd till den heliga Eugenia, abbedissa (700-735) vid klostret Mont Odile i Alsace. 
Oster hamnade snabbt i onåd hos Gustav III efter att han upptagit en protestantisk kvinna i katolska kyrkan, vilket var strikt förbjudet i lag. År 1785 inventerade han katolikerna i riket och påträffade därvid 135 i Västsverige och 277 i Skåne. 
Tre år senare gav han sig av på en resa för att samla in pengar i Frankrike till den katolska kyrkans verksamhet i Sverige. Målet var framför allt att kunna få råd att upprätta församlingar även i Göteborg och Landskrona för de nyfunna katolikerna där. När Oster ville förlänga sin vistelse i Frankrike blev han oense med Rom och avsattes från sin post i Sverige. 
Han efterträddes av Rafael d'Ossery. 